# Dragon (Schiff, 1967)
Die Dragon war ein 1967 in Dienst gestelltes Fährschiff der britischen Reederei Normandy Ferries, das unter diesem Namen bis 1986 und anschließend bis 1992 als Ionic Ferry auf verschiedenen Routen in der Nordsee im Einsatz stand. Ihre verbleibenden Dienstjahre verbrachte die Fähre unter verschiedenen Eignern und Namen im Mittelmeer. Im März 2002 wurde sie bei einem Brand schwer beschädigt und ging im Jahr darauf als Totalschaden zum Abbruch ins türkische Aliağa.

## Geschichte
Die Dragon wurde am 15. September 1966 bei Ateliers et Chantiers de Bretagne in Nantes auf Kiel gelegt und am 27. Januar 1967 vom Stapel gelassen. Nach Probefahrten zwischen dem 31. Mai und dem 13. Juni 1967 und seiner Ablieferung am 15. Juni wurde das Schiff am 1. Juli 1967 auf der Strecke von Southampton nach Le Havre in Dienst gestellt.
In den folgenden Jahren wechselte die Dragon mehrfach den Besitzer unter verschiedenen zur Peninsular and Oriental Steam Navigation Company gehörenden Reedereien. Ihr Name sowie ihre Dienststrecke blieben dabei jedoch unverändert. Ab dem 23. Januar 1984 wurde das Schiff auf der Strecke von Portsmouth nach Le Havre eingesetzt.

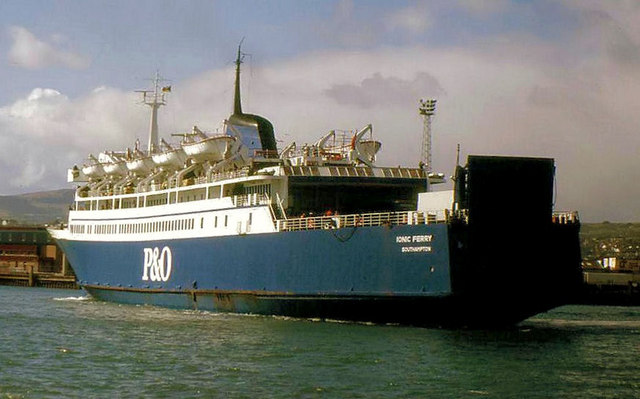
Als Ionic Ferry vor Larne, März 1989

Am 4. Januar 1985 wurde die Dragon von Townsend Thoresen übernommen und nach einer Modernisierung auf ihrer alten Strecke eingesetzt. Im Juli 1987 wurde sie in Ionic Ferry umbenannt und auf die Strecke von Cairnryan nach Larne verlegt. Nach der Auflösung von Townsend Thoresen im selben Jahr ging das Schiff an P&O European Ferries (heute P&O Ferries).
Im Juni 1992 wurde die Ionic Ferry unter dem neuen Namen Viscountess M an die griechische Reederei Marlines verkauft, für die es ab Juni 1993 von Patras nach Ancona und Brindisi im Einsatz war.
Im August 1995 ging das Schiff als Charm M an Cadet Shipping mit Sitz in Valletta, die es von Patras nach Igoumenitsa und Bari einsetzten, ehe es im November 1997 als Memed Abashidze an die Georgian Shipping Company verkauft wurde. Nach einer Modernisierung in Tuzla wurde die Memed Abashidze ab 1998 von Batumi nach Venedig eingesetzt.
Nach nur einem Jahr im Dienst wechselte das Schiff im Dezember 1999 erneut den Besitzer: Die griechische Reederei Access Ferries, die das Schiff als Med in Perama umbauen ließen und ab September 2000 als Millennium Express II von Igoumenitsa nach Brindisi einsetzten. Nach einer kurzen Aufliegezeit in Keratsini wechselte die Millennium Express II auf die Strecke von Brindisi nach Cesme.
Am 2. März 2002 befand sich das Schiff auf einer Überfahrt von Piräus nach Albanien, wo sein künftiger Einsatz geplant war, als vor Strofades ein Brand im Maschinenraum ausbrach und sich bald auch auf die Aufbauten der Fähre ausbreitete. Die Besatzungsmitglieder wurden evakuiert, Passagiere befanden sich auf dieser Überführungsfahrt keine an Bord. Die Millennium Express lag zwei Tage lang brennend vor Strofades, ehe das noch immer brennende Wrack am 4. März nach Piräus geschleppt und dort bis zum 6. März gelöscht wurde. Am 12. März traf die Millennium Express II zunächst als Auflieger in Eleusis ein, ehe sie im April 2003 im Schlepp zum Abbruch im türkischen Aliağa eintraf.